# Osteńkowate
Osteńkowate - Glossosomatidae, rodzina owadów wodnych z rzędu chruścików. Larwy żyją w środowisku wodnym, budują charakterystyczne domki, które kształtem przypominają skorupę żółwia. Domki larwalne zbudowane są z małych kamyczków, zespojonych przędzą jedwabną. W Polsce stwierdzono występowanie 9 gatunków, zgrupowanych w trzech rodzajach(Glossosoma, Agapetus, Synagapetus). Larwy są zdrapywaczami (zob. bentos, funkcjonalne grupy troficzne) i żywią się glonami porastającymi kamienie czyli peryfitonem. Są to mieszkańcy wód bieżących, w większości górskich.
W Polsce występują:
- Glossosoma boltoni Curtis, 1834
- Glossosoma conformis Neboiss, 1963
- Glossosoma intermedium (Klapalek, 1892)
- Agapetus delicatulus McLachlan, 1884
- Agapetus fuscipes Curtis, 1834
- Agapetus laniger (Pictet, 1834)
- Agapetus ochripes Curtis, 1834
- Agapetus insons (McLachlan, 1879)
- Synagapetus McLachlan, 1879
- Synagapetus armatus (McLachlan, 1879)
- Synagapetus iridipennis McLachlan, 1879